# Nguyễn Ngọc Hòa
Nguyễn Ngọc Hòa (sinh năm 1965) là một doanh nhân và chính trị gia người Việt Nam. Ông là Chủ tịch Hội đồng Quản trị Liên hiệp HTX thương mại thành phố Hồ Chí Minh (Saigon Co.op; Ủy viên Ủy ban Kinh tế của Quốc hội, đại biểu Quốc hội Việt Nam khóa 13, thuộc đoàn đại biểu Thành phố Hồ Chí Minh.

## Tiểu sử
Ngày sinh: 26/6/1965
Giới tính: Nam
Dân tộc: Kinh
Tôn giáo: Không
Quê quán: Xã Phong Bình, huyện Phong Điền, Thừa Thiên Huế
Trình độ chính trị: Cao cấp lý luận chính trị
Trình độ chuyên môn: Tiến sỹ Kinh tế
Nghề nghiệp, chức vụ: Bí thư Đảng ủy, Chủ tịch Hội đồng Quản trị Liên hiệp HTX thương mại thành phố Hồ Chí Minh (Saigon Co.op; Ủy viên ban chấp hành Đảng bộ thành phố Hồ Chí Minh khóa IX nhiệm kỳ (2010-2015); Ủy viên Uỷ ban Kinh tế của Quốc hội
Nơi làm việc: Liên hiệp HTX thương mại thành phố Hồ Chí Minh (Saigon Co.op)
Ngày vào đảng: 2/9/1989
Nơi ứng cử: TP Hồ Chí Minh
Đại biểu Quốc hội khoá: XII,XIII
Đại biểu chuyên trách: Không
Đại biểu Hội đồng nhân dân: Không